# Sühnekreuz Berndorf (Eifel)

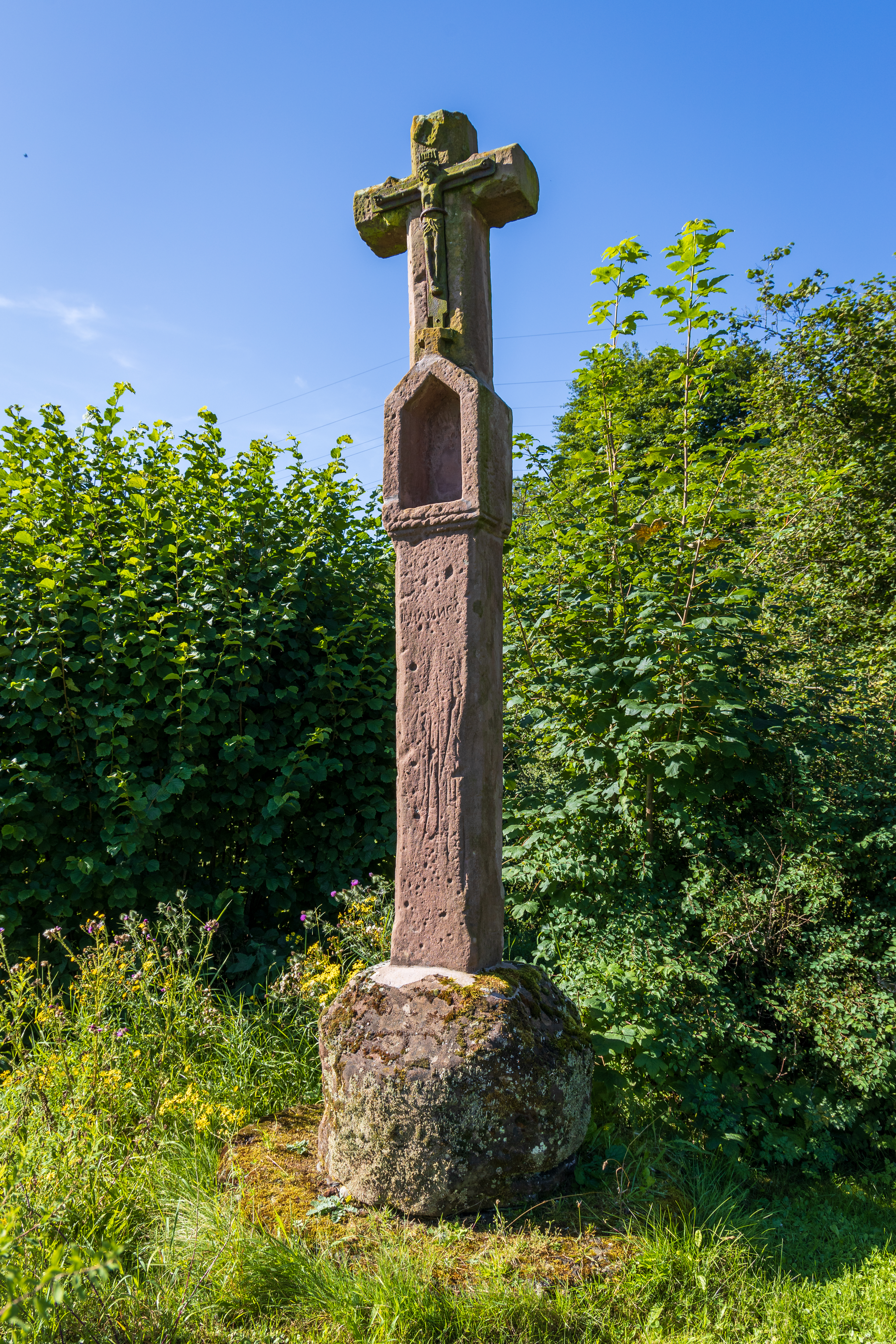
Sühnekreuz in Berndorf

Das Sühnekreuz (auch als Ablasskreuz bezeichnet) in Berndorf, einer Ortsgemeinde im Landkreis Vulkaneifel in Rheinland-Pfalz, wurde Ende des 16. Jahrhunderts errichtet. Das Wegkreuz südlich des Ortes am Weg nach Wiesbaum ist ein geschütztes Kulturdenkmal.
Das circa 2,90 Meter hohe Sühnekreuz aus Sandstein mit einer Nische wurde für den hier im Wald ermordeten gräflichen Schleidenschen Rentmeister Selert errichtet.